# کورت هاسه
کورت هاسه (آلمانی: Kurt Hasse; ۷ فوریهٔ ۱۹۰۷ – ۹ ژانویهٔ ۱۹۴۴) سوارکار پرش اهل رایش آلمان بود.